# Hourig Sourouzian
Hourig Sourouzian est une archéologue allemande d'origine arménienne.

## Biographie
Elle a suivi toutes ses études supérieures en France à l'École du Louvre, à l'École des langues orientales, maîtrisant l'arménien et l'arabe anciens ; et parle également outre le français — presque appris en lisant les aventures de Tintin —[réf. nécessaire], l'allemand, l'arabe et l'anglais. 
Elle a obtenu un doctorat à l'Université Paris-Sorbonne avec une thèse intitulée « Recherches sur la statuaire royale de la XIXe dynastie », sous la direction de Pierre Grimal. 
Elle s’est spécialisée dans l’Art de l'Égypte antique et s’intéresse particulièrement à la statuaire royale, qu'elle a examinée en détail dans le cadre de ses recherches doctorales à l'université Paris-Sorbonne. 
Elle est actuellement directrice du projet de conservation du temple des millions d'années d'Amenhotep III où elle dirige, depuis 1998, sous l’égide de l’Institut archéologique allemand, la « Mission des colosses de Memnon » sur le site de Kom el-Hettan (« La colline de grès »). Sourouzian se pose encore des questions sur la logistique de l'Égypte antique :

« Si j'avais une machine à remonter le temps, je retournerais sous le règne d'Amenhotep III, dans la première moitié du XIVe siècle avant Jésus-Christ, pour voir comment les statues colossales de 800 tonnes chacune ont été transportées des carrières de quartzite d'Al Jabal Al Ahmar, situées près de l'ancienne Héliopolis (Le Caire), jusqu'à Louxor. Voir ce moment serait mon rêve devenu réalité. Ce serait rendre hommage aux magnifiques bâtisseurs et sculpteurs d'Égypte. »

## Publications
- Les monuments du roi Mérenptah, Mainz am Rhein, P. von Zabern, 1989, 237 p. (ISBN 9783805310536 et 3805310536, OCLC 1072532284).
- « Égypte, nouvelles découvertes », Dossiers d'archéologie, no 393,‎ mai/juin 2019 (ISSN 1141-7137).
- Catalogue de la statuaire royale de la XIXe dynastie, IFAO, coll. « Bibliothèque d’études » (no 177), octobre 2019, 845 p. (ISBN 9782724707571).
- Recherches sur la statuaire royale de la XIXe dynastie, IFAO, coll. « Bibliothèque d’études » (no 173), décembre 2020 (ISBN 9782724707342).